# Molgula verrilli
Molgula verrilli is een zakpijpensoort uit de familie van de Molgulidae. De wetenschappelijke naam van de soort is voor het eerst geldig gepubliceerd in 1912 door Van Name.